# Pkg (FreeBSD)
pkg è un software che funge da package manager nel sistema operativo FreeBSD. Pkg può risolvere automaticamente le dipendenze e può installare anche dei port di software direttamente con un semplice pkg install pacchetto. Pkg dopo aver scaricato tutti i pacchetti necessari ne controlla l'integrità per evitare danni al sistema e/o alla macchina ospitante e inoltre a ogni uso del comando pkg install controllerà lo stato di aggiornamento dei pacchetti e dei repository presenti nel sistema. 